# 菲奥德
菲奥德，是匈牙利绍莫吉州所辖的一个村。总面积14.91平方公里，总人口158，人口密度10.6人/平方公里（2011年1月1日）。